# 陽は、また昇る
「陽は、また昇る」（ひは、またのぼる）は、『クイズ!ヘキサゴンII』から生まれたユニット・アラジンのシングル。または、羞恥心とPaboのコラボレーションシングル。2008年7月30日によしもとアール・アンド・シーから発売された。

## 解説
フジテレビ系『クイズ!ヘキサゴンII』から生まれた、「Pabo」と「羞恥心」から成るユニットのデビュー曲で、唯一のシングル。（グループに関する詳細は「アラジン」を参照のこと）
「恋のヘキサゴン」、「羞恥心」、「泣かないで」に続き、カシアス島田作詞・プロデュース、高原兄作曲で制作された曲で、振り付けもそれらに続いてカーニバル三浦が担当。
「インスタントラーメン」「缶コーヒー」など日本人が作り世界に広めたものが歌詞に散りばめられている。
CDジャケットは6人全員スーツ姿で、ミュージックビデオでも（観客の前でライブを行うシーンを除いて）スーツ姿で登場している。
楽曲コスチュームは、羞恥心側は2パターンの衣装、Pabo側は3パターンの衣装が存在する。互いに共通して各個人のイメージカラー（各ユニット頁参照）が随所にあしらわれており、6人共通の装飾品としてイメージカラーのネクタイが存在する。
特典映像DVDは羞恥心のシングルCDに収録されたDVDの構成と同じで、マルチアングル仕様の振り付け映像とスペシャルドラマ&アニメが収録されている。ドラマ部分には6人が『クイズ!ヘキサゴンII』のコーナー「仲間を救え!底抜けドボンクイズ!」を行うシーンがあり、番組同様にフジテレビアナウンサーの中村仁美が進行役を務めている。
ミュージックビデオにはほんの2カットだけながら、バックダンサーを務めているFUJIWARAの2人も出演している。
『第59回NHK紅白歌合戦』出場時にも本曲を披露している。　

## 収録曲

### CD
1. 陽は、また昇る [4:36]
作詞：カシアス島田、作曲：高原兄、編曲：斎藤文護、岩室晶子
2. 陽は、また昇る （羞恥心と歌おう! カラオケ）
3. 陽は、また昇る （Paboと歌おう! カラオケ）
4. 陽は、また昇る （みんなで歌おう! カラオケ）

### DVD
1. 陽は、また昇る　振り付け映像 （羞恥心 & Pabo マルチアングル）
2. 陽は、また昇る　スペシャルドラマ&アニメ

## 封入特典（初回盤）
初回盤と通常盤があり、初回盤のみの封入特典としてトレカが全18種類のうち1枚封入された。羞恥心だけのもの、Paboだけのもの、6人勢揃いしているもののほか、スタッフが混ざっているものがある。

## 収録アルバム
- WE LOVE ヘキサゴン（2008年10月22日） - DVDにPVが収録されている

## カバー
- THE SHOW-DANN - ファミリー・子供向けアルバム『ぴかぴかキッズ　かぞくみんなのファミリーソング』（2009年4月22日、日本コロムビア）収録
- M.C.A - 『こどものうた〜崖の上のポニョ/陽は、また昇る〜』（2009年6月10日、日本クラウン）収録